# 重庆模式
重庆模式，即薄熙来任中共重庆市委书记时期在重庆市推行的一系列政治政策。其中包括“三进三同”、打黑反腐、宣扬中国共产党传统革命思想、公租房制度及“绿化重庆”等。其中，“宜居重庆”、“畅通重庆”、“森林重庆”、“平安重庆”和“健康重庆”等政策合称为“五个重庆”。
在2008年的金融海啸以后，中国经济发展遭遇瓶颈，开始出现政治改革的呼声。薄熙来利用自己的特殊地位，在重庆市推行一系列被部分人认为是民粹主义的政策，在早期吸引到了中国左派人士的关注并且归结为“重庆模式”，与当时出现的广东省的政治改革（被左派人士称之为“广东模式”）作比较。但重庆及中央政府官方从未正式提出过“重庆模式”，并多次否认存在特定“重庆模式”。围绕“重庆模式”在民间及学界一直有众多尖锐对立的争议，随着王立军事件的爆发及薄熙来的去职，对重庆模式的负面评价逐渐增加，最终重庆模式在薄熙来于2012年3月15日被免去中共重庆市委书记后消散。

## 起始背景
2009年第一季度，金融海啸对中国沿海地区的外向型经济发展造成了严重冲击。与此相比，薄熙来接任中共重庆市委书记后的2008年重庆的外商直接投资金额就成长了170％，达到27亿美元，从西部12省市的第6名跃升至第2名，2009年吸引40亿美元的外资，成为西部第1名。2008年重庆市的年经济成长率为14.3％。对此关注的媒体，开始将重庆的发展体系称之为“重庆模式”。

## 具体政策

### 政府主導的经济政策
薄熙来接任中共重庆市委书记后，重庆经济之所以能在金融海啸时期获得巨大飞跃，得益于吸引大量的外商投资，尤其是原本在沿海地区开厂因成本上涨搬迁至内陆的外商企业。重庆市政府采用贴息贷款、中小企业融资担保、补助出口创汇等政策，将这些企业拉拢过来。

### 打黑嚴管
薄熙来任职一年多后，2009年7月10日起，重庆市人民政府展开一系列的打击黑社会的行动。在此之前，2008年6月，经公安部研究，决定任命王立军调任重庆市公安局局长、武警第一政委。
截止2010年5月1日，重庆方面称，打黑行动已抓获涉黑涉恶人员4781人，14个涉黑涉恶团伙受到致命打击。多名涉嫌腐败的警方人员、中共及政府官员落网，包括重庆市司法局原局长文强。杨天庆、谢才萍、张波、张涛等当时被认为是涉黑团伙的组织者被判刑。
2010年2月，重庆宣布将原本的交警、巡警合一，组建新的交巡警体制，以更好地维持治安环境。3月，重庆市公安局进行机构改革：所有处室，各个分局，交巡警支队以及所辖区县各分局派出所，从副科到副局的所有领导干部全部“就地免职，重新竞聘上岗”，同时大规模扩充警力，以“整肃警察干部队伍”。

### 唱红愛黨
打击黑社会行动后，重庆市政府提出要求市民歌唱赞扬中国共产党的红色歌曲（以代表革命所以称之为“红歌”）、阅读古今中外的经典书籍（“经典”）、讲述具有教育意义的故事（“故事”）、传播名言警句（“箴言”）的“唱红歌、读经典、讲故事、传箴言”活动。其目的在于借以名为共产党身份推广实际为传统民族主义意识形态文化。

### 集體社會公租房
薄熙来曾大力推广其在重庆实施的政府公租房政策，该政策与在汪洋任中共重庆市委书记时期开始执行的廉租房有所不同。公租房申请条件要大大宽松于廉租房，“凡年满18周岁，在主城区工作的本市无住房或家庭人均住房建筑面积低于13平方米的住房困难家庭，大中专院校及职校毕业后就业人员及进城务工、外地来主城区工作的无住房人员，均可申请公共租赁住房。”
薄熙来主政以后，提出“宜居重庆”口号。在2010年，计划未来10年，当年开建500万平方米，3年时间内完成2000万平方米的建设任务，并全面改造城市面貌。在薄熙来离任后，公租房的建设在继续推进。

### 畅通重庆
为改善重庆市交通状况，重庆市人民政府提出“畅通重庆就要让主城不塞车、乡村有油路”，到2012年，再建1000公里高速公路，建成大运力的高速铁路网和完善的市内轻轨网，实现“半小时主城”、“4小时重庆”、“6小时周边”、“8小时出海”目标。

### 森林重庆
在2009年，重庆市造林798万亩，对比前10年的总和还多出129万亩，全市森林覆盖率达35%。

### 下基層與其它免費大食堂
其它政府政策包括“官员下基层同吃住（三进三同）”、“打击食品药品行业犯罪行为”、“户籍制度改革”、“贫困学生提供免费营养餐”等。

## 评价

### 肯定论
重庆模式在推行期间，受到中国官方媒体的肯定。部分被认为是中共左派的学者，对重庆模式表示肯定。当时作为极左派互联网集中地的乌有之乡网站，更是开设专题区赞扬重庆模式。海外学者和媒体对重庆模式褒贬不一，美國前國務卿、國際關係專家基辛格基本对薄熙来时期重庆的发展持正面评价。

### 否定论
反对者认为，重庆模式是回到毛泽东时代的极左模式，严重侵害人权和自由。国内法学界中，以何兵、张千帆等为代表的较多数人认为，重庆模式中的“打黑”是“黑打”，破坏法制。在土地政策方面，夏业良认为，重庆的户籍新政策是一种剥夺。

### 野心论
《法兰克福汇报》认为薄熙来的施政仅仅是为了升迁。2015年12月28至29日，中共中央政治局開「三嚴三實」專題民主生活會，期间习近平评价重庆模式服务于薄熙来政治野心，是“为自己造势的行动”：
野心家、陰謀家總是有蛛絲馬跡的，當時薄熙來搞的那一套，很多人都説是司馬昭之心路人皆知。（......）干部的工作应该听党安排， 不能自己还在那里想弄点什
么名堂。 如果这样想， 肯定会走歪了。（......） 薄熙來政治野心很大，弄了一大堆為自己造勢的行動，薄谷開來殺了人他不向中央報告，還千方百計封鎖消息，無非就是怕影響了他升官的黃粱美夢！——習近平，在中央政治局“三严三实”专题民主生活会上的讲话，（p. 344, 353）

## 结束
重庆模式的争议在2011年左右逐渐激化。有媒体质疑，重庆经济发展过分依赖固定资产投资，过分依赖巨型垄断央企和国外巨头，第二产业占比过重，债务问题激化。对此，薄熙来在2012年1月10日的座谈会上表示，“我们从没提过什么模式”，认为重庆近年政策是执行中共中央原总书记江泽民提出的“三个代表”重要思想。
2012年2月6日，王立军事件爆发。3月15日，薄熙来被免去中共重庆市委书记一职，并在一个月后正式被停职并接受中央纪委审查，薄熙来主政期间推动的一系列运动得以结束。在中共十八大会议的小组讨论上，新任中共重庆市委书记张德江在会上称“我认为根本就不存在重庆模式”。此后，媒体报导称重庆启动平反冤假错案行动，直至2012年11月已有近900警察得到平反。此前被以“伪证罪”获刑的律师李庄的案件也获得重审。同一时期，曾被重庆市政府掩盖的“雷政富事件”也得以曝光。